# لی سو وون
لی سو وون (کره‌ای: 이서원؛ زادهٔ ۱۷ فوریه ۱۹۹۷) بازیگر اهل کره جنوبی است.

## فیلم‌شناسی

### مجموعه تلویزیونی
| سال  | عنوان              | نقش               | توضیحات         | منابع |
| ---- | ------------------ | ----------------- | --------------- | ----- |
| ۲۰۱۵ | سونگ‌گوت            | لی سو این (جوانی) |                 | [ ۱ ] |
| ۲۰۱۶ | عشق بی‌پروا         | نو جیک            |                 | [ ۲ ] |
| ۲۰۱۷ | دروغگو و معشوقش    | سو چان یونگ       |                 | [ ۳ ] |
| ۲۰۱۷ | کشتی بیمارستانی    | کیم جه گول        |                 | [ ۴ ] |
| ۲۰۱۷ | آخرین لحظه عاشقانه | دونگ جون          | مجموعه اینترنتی | [ ۵ ] |